# Bangka-Spitzhörnchen
Das Bangka-Spitzhörnchen (Tupaia discolor) kommt endemisch auf der indonesischen Insel Bangka östlich von Sumatra vor.

## Merkmale
Das Bangka-Spitzhörnchen ist eine mittelgroße Spitzhörnchenart und erreicht eine Kopf-Rumpf-Länge von 19 bis 20 cm, hat einen 16 bis 19 cm langen Schwanz und 4,8 bis 4,9 cm lange Hinterfüße. Das Gewicht der Tiere wurde bisher nicht ermittelt. Die Haare des Schwanzes sind an der Basis länger und werden zur Spitze hin immer kürzer. Die vorderer Körperhälfte ist vorwiegend rötlich braun gefärbt, die hintere ist grau. Wie viele andere Tupaia-Arten auch zeigt es auf den Schultern helle, kurze Streifen. Das Gesicht ist graubraun. Der Bauch ist lohfarben bis elfenbeinfarben.

## Lebensweise

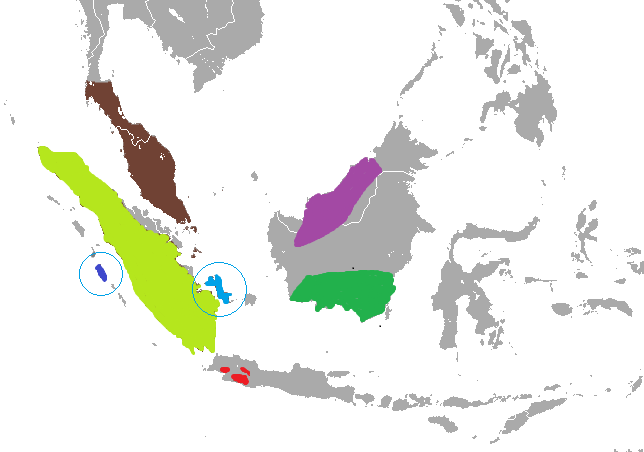
Verbreitungsgebiete verschiedener Spitzhörnchenarten.
T. glis
T. ferruginea
T. discolor
T. chrysogaster
T. hypochrysa
T. salatana
T. longipes

Über das Verhalten, die Lebensweise, die Ernährung, die Aktivitätsmuster und die Vermehrung des Bangka-Spitzhörnchens ist bisher nichts bekannt. Es ist wahrscheinlich tagaktiv und wird sich wie andere Spitzhörnchen vor allem von Insekten und Früchten ernähren.

## Systematik
Das Bangka-Spitzhörnchen wurde im Jahr 1906 durch den US-amerikanischen Zoologen Marcus Ward Lyon als Unterart des Gewöhnlichen Spitzhörnchens (Tupaia glis) erstmals wissenschaftlich beschrieben. Genaue morphometrische Untersuchungen der Proportionen der Hände führten schließlich dazu, dass das Bangka-Spitzhörnchen im Jahr 2013 als eigenständige Art anerkannt wurde.

## Gefährdung
Über den Bestand und eine eventuelle Gefährdung des Bangka-Spitzhörnchens können keine genauen Angaben gemacht werden, da zu wenig Daten vorliegen. Sein Verbreitungsgebiet auf einer einzelnen Insel ist relativ klein.